# Avril 1966

## Évènements
- Premier Festival mondial des arts nègres à Dakar.
- 1er avril : le Planétarium Dow à Montréal est inauguré[1].
- 3 avril (Sport automobile) : David Pearson remporte la course Hickory 250 en NASCAR Grand National.
- 7 avril :  en Espagne, à la suite de la collision entre un Boeing B-52 américain et son avion de ravitaillement (huit morts), le 17 janvier 1966 ; l'avion perd quatre bombes à hydrogène dans les eaux de la Méditerranée, trois sont récupérées rapidement, la quatrième n'est récupérée que le 7 avril.
- 12 avril : les B-52 américains commencent à bombarder le Viêt Nam du Nord.
- 13 avril : mort du Président d’Irak Abdel Salam Aref, qui est remplacé à la tête de l’État par son frère Abdul Rahman Arif.
- 26 avril : tremblement de terre meurtrier à Tachkent, Ouzbékistan.

## Naissances
- 1er avril : Pascal Rocher, humoriste et comédien français.
- 7 avril : Lisa McClain, femme politique américaine.
- 8 avril : Mark Blundell, pilote anglais de F1 de 1991 à 1995.
- 10 avril : Rick Dykstra, homme politique fédéral.
- 11 avril :
  - Lisa Stansfield, chanteuse britannique.
  - Pablo Hermoso de Mendoza, rejoneador espagnol.
- 12 avril : Pascal Nyabenda, personnalité politique burundaise.
- 14 avril : André Boisclair, chef du Parti québécois de novembre 2005 à mai 2007.
- 15 avril : Samantha Fox, chanteuse anglaise.
- 17 avril : José Pliya, écrivain, acteur béninois et français († 12 avril 2025).
- 20 avril : Paula White, télévangéliste controversée et conseillère spirituelle de Donald Trump.
- 22 avril : Jeffrey Dean Morgan, acteur américain.
- 24 avril : David Usher, chanteur.
- 25 avril : Éliane Tillieux, femme politique belge francophone.
- 26 avril : Didier Gustin, imitateur et acteur français.

## Décès
- 10 avril : Evelyn Waugh, romancier satirique anglais.
- 13 avril : Georges Duhamel, romancier français, membre de l'Académie.
- 30 avril : Jan Cornelis Hofman, peintre néerlandais (° 12 avril 1889).